# Ifta
Ifta är en ortsteil i staden Treffurt i Wartburgkreis i förbundslandet Thüringen i Tyskland.
Ifta var en kommun fram till den 1 januari 2019 när den uppgick i Treffurt. Ifta hade 1 100 invånare 2018.